# Li Meng
En aquest nom xinès, el cognom és Li.
Li Meng (mort el 194) va ser un general militar servint sota el senyor de la guerra Dong Zhuo durant el període de la tardana Dinasta Han Oriental de la història xinesa. Després que Dong Zhuo va morir a mans del seu propi fill adoptiu Lü Bu en un complot de Wang Yun, ell va anar a servir a Wang Yun per un curt període.

## En la ficció
Més tard eixe mateix any (192), els partidaris de Dong Zhuo dirigits per Li Jue, Guo Si, Fan Chou, i Zhang Ji arribaren a la ciutat de Chang'an. Li Meng i el seu amic Wang Fang feren un pacte secret amb els partidaris i obriren junts les portes de Chang'an, permetent als lleials de Dong Zhuo entrar en la ciutat. Li Meng i Wang Fang llavors es van unir als partidaris en contra del seu nou senyor Wang Yun.
Dos anys més tard els partidaris prengueren sota el seu control Chang'an i al jove Emperador Xian (194). Un exèrcit procedent de l'oest, de la Província Liang, s'aproximava a Chang'an i era dirigit per Ma Teng i Han Sui. Durant la batalla, Li Meng va lluitar amb el fill major de Ma Teng Ma Chao i va perdre. Li Meng va ser derrotat novament poc després i tractà d'escapar, però va ser capturat i escapçat.